# Escopidora

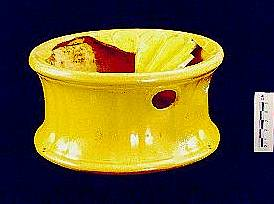
Una escopidora americana

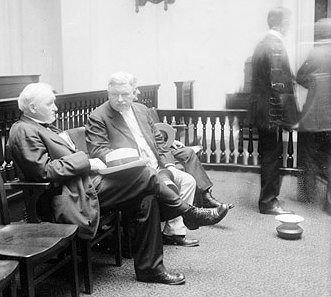
Chicago, 1910: una escopidora en una sala d'un jutjat

L'escopidora és un petit recipient utilitzat per a escopir-hi. Les escopidores, que van atènyer la seua màxima difusió entre la fi del segle xix i l'inici del segle xx, actualment són en desús.

## Història
Apareguda a Europa i als Estats Units d'Amèrica al voltant de 1840, l'escopidora va esdevenir ràpidament un objecte d'ús general i característic de locals públics com ara cafeteries, botigues, hotels, bancs, vagons de ferrocarril i qualsevol altre lloc concorregut (sobretot per hòmens adults). La introducció d'aquests atuells en eixos espais va ser considerada un progrés en civisme i en higiene perquè ajudava a combatre el costum general d'escopir saliva o tabac directament sobre el paviment, al carrer o a les voreres. Paral·lelament a l'aparició de l'escopidora, moltes ciutats europees i americanes van prohibir d'escopir en públic si no era dins d'aquests recipients.
Les escopidores comunes eren fetes de llautó o d'alumini, però n'hi havia de qualitat superior fetes de vidre, ceràmica o porcellana. Habitualment tenien forma redona i un fons pla per a evitar que es bolcara. Les vores de la part superior solien projectar-se cap endins per a evitar que les escopinades fugiren cap a l'exterior. N'hi havia amb tapa, si bé la major part eren obertes com els cendrers. Rarament, disposaven d'orificis a la part inferior per a facilitar-ne el buidatge.
Per tal d'evitar la difusió de malalties, les escopidores públiques s'omplien de solucions antisèptiques. També, especialment pensades per a les persones que patien tuberculosi, es van crear escopidores de butxaca. Després de l'epidèmia de grip de 1918, l'ús de les escopidores va començar a minvar per motius d'higiene i d'etiqueta, però també a causa de la progressiva implantació del consum de cigarretes en lloc del tabac de mastegar. Les darreres escopidores van anar desapareixent després de la Segona Guerra Mundial.